# Zlatica (ime)
Zlatica je žensko osebno ime.

## Izvor imena
Ime Zlatica je izpeljano iz ženskega osebnega imena Zlata.

## Pogostost imena
Po podatkih Statističnega urada Republike Slovenije je bilo na dan 31. decembra 2007 v Sloveniji število ženskih oseb z imenom Zlatica: 221.